# Ecklonia cava
Ecklonia cava is een bruinwierensoort uit de familie Lessoniaceae. De wetenschappelijke naam van de soort is voor het eerst geldig gepubliceerd in 1885 door Frans Reinhold Kjellman.
E. cava is een eetbaar zeewier dat veel voorkomt in de zee rond Japan en Zuid-Korea. Bruinwieren zoals E. cava zijn er gekend als een gezonde voedselbron.
Uit E. cava zijn floroglucinol en een aantal florotannines geïsoleerd, zoals eckol, 7-floroeckol, dieckol, en 6,6'-bieckol. Dit zijn interessante biologisch actieve stoffen die onder meer als antioxidanten en enzyme-inhibitoren fungeren.
Florotannines die door extractie uit Ecklonia cava worden verkregen, zijn in 2018 in de Europese Unie toegelaten als ingrediënt in voedingssupplementen.